# Lijevče polje
Lijevče polje je područje u sjevernom dijelu Bosne i Hercegovine. To je ravnica (makroplavina) u donjem toku rijeke Vrbas, između rijeke Save na sjeveru, planina Prosare na zapadu, Motajice na istoku i Kozare na jugozapadu. Zemlja je plodna, a klima umjereno-kontinentalna. Poljoprivreda je ovdje najzastupljenija gospodarska grana. Ovo područje pripada općinama Bosanska Gradiška, Laktaši i Srbac.
Lijevče polje je prometno dobro povezano s drugim regijama. Smješteno je pored rijeke Save na granici s Hrvatskom, ovdje se nalazi Zračna luka Banja Luka, a izgrađena je i autocesta Banja Luka — Bosanska Gradiška, koji najvećim dijelom prolazi kroz ovo polje.